# Palden Thondup Namgyal
Palden Thondup Namgyal (Gantok, Reino de Siquim, 23 de maio de 1923 - Nova Iorque, Estados Unidos, 29 de janeiro de 1982) foi o 12º e último chogyal (Rei) do Reino de Siquim. 

## Vida e Reinado
Namgyal nasceu em 23 de maio de 1923 no Palácio Real, Park Ridge, Gangtok.
Aos seis anos, tornou-se estudante no convento de São José em Kalimpongia, mas teve que terminar seus estudos devido a ataques de malária. De oito anos para onze ele estudou com seu tio, Rimpoche Lhatsün, a fim de ser ordenado um monge budista; ele foi posteriormente reconhecido como o líder reencarnado dos mosteiros de Phodong e Rumtek. Mais tarde, continuou seus estudos no St. Joseph's College, em Darjeeling, e finalmente se formou na Bishop Cotton School, em Shimla, em 1941. Seus planos para estudar ciências em Cambridge foram frustrados quando seu irmão mais velho, o príncipe herdeiro, membro da Força Aérea Indiana, e morreu em um acidente de avião em 1941.
Namgyal foi consultor de assuntos internos de seu pai, Sir Tashi Namgyal, o 11º Chogyal, e liderou a equipe de negociação que estabeleceu o relacionamento de Sikkim com a Índia após a independência em 1949. Ele se casou com Samyo Kushoe Sangideki em 1950, filha de uma importante família tibetana. de Lhasa, e juntos tiveram dois filhos e uma filha. Samyo Kushoe Sangideki morreu em 1957.
Em 1963, Namgyal casou-se com Hope Cooke, uma socialite americana de 22 anos da cidade de Nova York; ela se formou no Sarah Lawrence College em Yonkers, no estado de Nova York. O casamento chamou a atenção da mídia mundial para Siquim. O casal, que teve dois filhos, se divorciou em 1980.
Logo após o casamento de Namgyal, seu pai morreu e ele foi coroado o novo Chogyal em uma data astrologicamente favorável em 1965. Em 1975, como resultado de um referendo, Sikkim tornou-se um estado da Índia e a monarquia foi abolida.
Namgyal era um operador de rádio amador, indicativo de chamada AC3PT, e era um contato muito procurado nas ondas de rádio. A agenda internacional listou seu endereço como: PT Namgyal, O Palácio, Gangtok, Sikkim. 
Namgyal morreu de câncer no Memorial Sloan Kettering Cancer Center, em Nova York, nos Estados Unidos, em 29 de janeiro de 1982, com 58 anos.
Após sua morte, 31 membros da Assembléia Legislativa do Estado ofereceram khadas ao Chogyal como um sinal de respeito.
Ele fundou a Ordem da Jóia Preciosa do Coração de Sikkim em setembro de 1972.

## Legado
Namgyal formou um "estado asiático modelo" em que a taxa de alfabetização e a renda per capita eram duas vezes mais altas que os vizinhos Nepal, Butão e Índia. Seu primeiro filho, o ex-príncipe herdeiro Tenzing Kunzang Jigme Namgyal, morreu em 1978 em um acidente de carro. Seu segundo filho de seu primeiro casamento, Tobgyal Wangchuk Tenzing Namgyal, foi nomeado o 13º Chogyal, mas a posição não confere mais nenhuma autoridade oficial.

## Honras
- Ordem da Jóia Preciosa do Coração de Sikkim (Fundador), setembro de 1972
- Ordem do Império Britânico (OBE), 1 de janeiro de 1947
- Padma Bhushan, 22 de fevereiro de 1954
- Medalha da Independência da Índia, 1947
- Ordem da Estrela Negra (Commandeur), 1956
- Medalha do Rei Mahendra Investiture, 2 de maio de 1956
- Medalha do Rei Jigme Singye Investiture, 2 de junho de 1974
- Medalha do Rei Birendra Investiture, 24 de fevereiro de 1974